# Bill Russell
William Felton Russell, detto Bill (Monroe, 12 febbraio 1934 – Mercer Island, 31 luglio 2022), è stato un cestista, allenatore di pallacanestro, dirigente sportivo e attivista statunitense, professionista nella NBA.
Ha giocato in tutta la carriera come centro nei Boston Celtics degli anni '50-'60 (la cosiddetta "Era della Dinastia"), vincendo con essi undici campionati NBA in tredici stagioni, segnando inoltre una striscia di otto titoli consecutivi. Russell è inoltre il capitano NBA che ha vinto più titoli con una singola squadra e in assoluto. Il suo maggior contributo a questo sport fu l'innalzamento del gioco difensivo ad un nuovo livello: viene infatti considerato il miglior centro difensivo che abbia mai giocato a pallacanestro. Nel 1975 è stato inserito nella Basketball Hall of Fame in qualità di giocatore e nel 2021 come allenatore. Nel 1996 fu inserito nella lista dei 50 migliori giocatori del cinquantenario della NBA.
Il 31 luglio 2022, attraverso un tweet sul suo profilo da parte della sua famiglia, è stata comunicata la sua morte in ospedale accanto alla moglie. L'11 agosto 2022 la NBA annuncia il ritiro della maglia di Russell, la numero 6, per tutte le sue squadre, che non potrà essere più assegnata a nuovi giocatori per meriti dentro e fuori dal campo. Al 2022, anno del suo decesso, deteneva vari record tra cui quello di partite giocate alle finali e di rimbalzi totali ai playoff e alle finali, oltre che il maggior numero di campionati vinti in una lega nordamericana; il solo atleta ad aver pareggiato questo record è Henri Richard, stella dell'hockey su ghiaccio NHL con i Montreal Canadiens.

## Carriera

### Giocatore

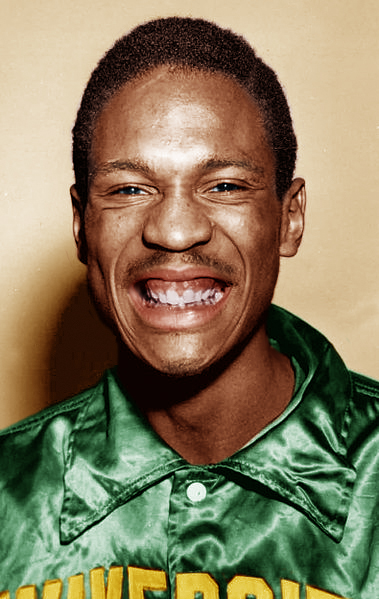
Russell con l'uniforme di San Francisco

#### NCAA
Cresciuto ad Oakland, Bill Russell giocò alla McClymonds High School e partecipò al campionato NCAA con l'università di San Francisco, condotta alla vittoria nel 1955 e nel 1956 dopo una striscia di 55 vittorie consecutive. Nella sua carriera universitaria Russell collezionò in media 20,7 punti e 20,3 rimbalzi a partita. Fu capitano della Nazionale statunitense che nel 1956 conquistò l'oro alle Olimpiadi di Melbourne con un margine medio di vittoria di 53,5 punti.
La NCAA, durante la carriera al college di Russell, allargò l'area dei tre secondi per fare in modo che Russell restasse il più possibile lontano da canestro, sperando di intaccare il suo dominio difensivo.

#### Olimpiadi 1956
Desideroso di partecipare al torneo olimpico del 1956 con la maglia statunitense, Russell rinviò di un anno il suo passaggio alla NBA, dato che le vigenti norme dei Giochi non ammettevano la partecipazione di atleti professionisti. Ne approfittò per guidare la squadra del college di San Francisco Dons alla vittoria del titolo NCAA (con oltre 20 punti e 20 rimbalzi di media a partita), formando col compagno K.C. Jones la fortissima coppia che sarebbe poi stata riproposta nella formazione olimpica statunitense.
L'allenatore Gerald Tucker guidò gli statunitensi ad una facile vittoria, passando i due gironi con una media di quasi 100 punti a partita; in semifinale umiliarono l'Uruguay (classificatosi poi terzo) con un devastante 101-38. Solo qualche leggera difficoltà in più obbligò l'imbattibile formazione statunitense a mettere da parte in finale i sovietici (89-55), concludendo il torneo con 8 vittorie su 8 partite giocate (792 punti segnati contro 365 subiti). Bill Russell si dimostrò essere il miglior elemento della squadra, segnando 113 punti (14,1 a partita) con una percentuale del 47,9% dal campo.

#### NBA

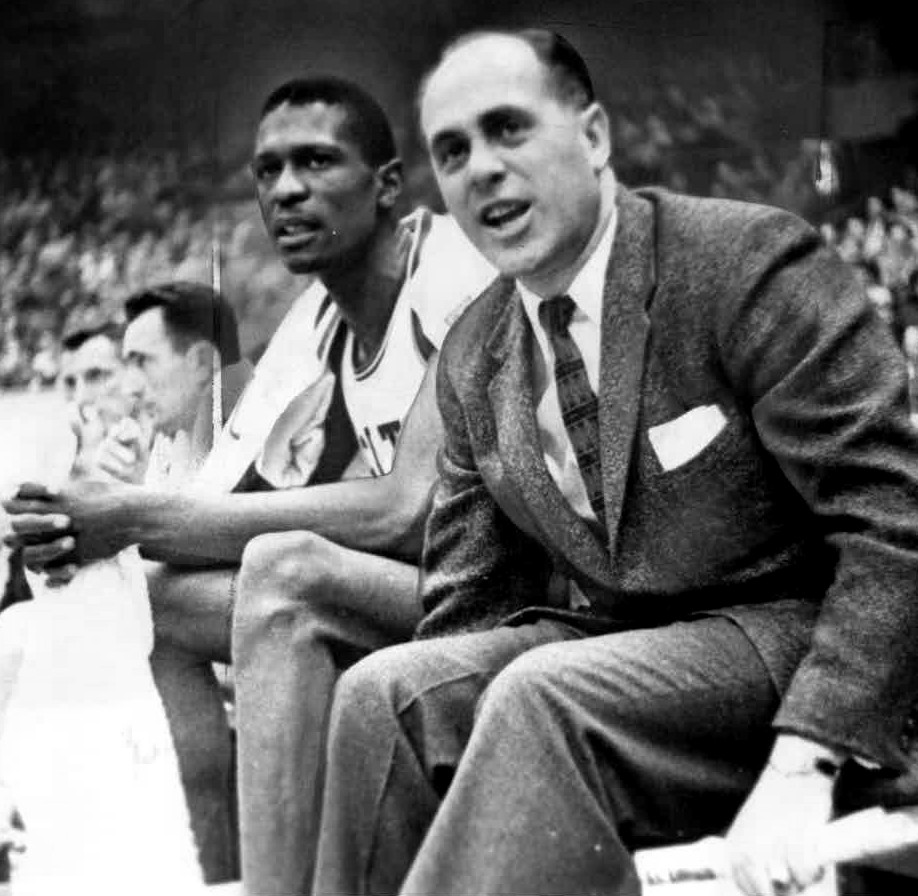
Russell seduto vicino a coach Red Auerbach nel 1956

Nel 1956 gli Harlem Globetrotters invitarono Russell a unirsi alla squadra ma il giovane centro decise di rifiutare dopo che il proprietario degli stessi Globetrotters, Abe Saperstein, volle discutere della questione solo con coach Woolpert e non con lui.
Russell si dichiarò così eleggibile per il Draft NBA del 1956, attirando su di sé le attenzioni di Red Auerbach, allenatore dei Boston Celtics. Quest'ultimo intuì che i Rochester Royals, che avevano la prima chiamata, non avrebbero scelto Russell sia per ragioni economiche (Russell chiedeva 25.000 dollari di stipendio, una grande cifra all'epoca), sia perché già in possesso del giovane e talentuoso centro Maurice Stokes, di conseguenza decise di accordarsi con i St. Louis Hawks, che disponevano della seconda chiamata. Inizialmente Auerbach propose agli Hawks Ed Macauley, miglior giocatore dei Celtics e già sei volte All-Star, che era nativo di St. Louis e aveva da poco chiesto la cessione proprio agli Hawks, per stare vicino al figlio malato. Approfittando di questa situazione gli Hawks chiesero di aumentare l'offerta, così i Celtics inserirono nella trade anche il rookie Cliff Hagan e la trattativa si chiuse. Russell finì così in Massacchusetts, tra l'altro insieme all'ex-compagno del college K.C. Jones, scelto alla 13° chiamata (anche se quest'ultimo iniziò la sua carriera NBA due anni più tardi, dopo aver servito per due anni nella US Army).
Russell si ritrovò subito in una squadra dotata di futuri Hall of Famer come Bob Cousy, Tom Heinsohn e Sharman, e già nella sua stagione da rookie riuscì a vincere l'anello, battendo in finale proprio gli Hawks degli ex Macauley e Hagan e della stella Bob Pettit. Questa vittoria diede inizio all'era della cosiddetta "dinastia", che vedrà la franchigia di Boston conquistare ben 11 titoli in 13 anni. L'anno successivo entrambe le franchigie tornarono in finale, con gli uomini di Red Auerbach che nel frattempo acquisirono i talenti di Sam Jones. Stavolta furono gli Hawks a prevalere, vincendo la serie per 4 a 2. La serie fu tuttavia condizionata dall'infortunio alla caviglia di Russell in gara 3, il quale riuscì a rientrare solo in gara 6, ancora visibilmente acciaccato.

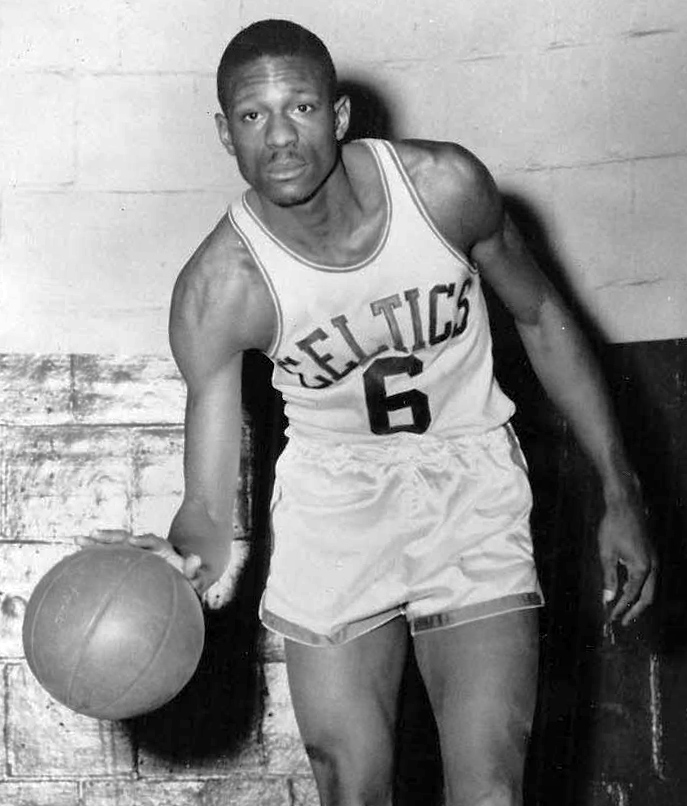
Russell nei suoi primi anni ai Celtics

A partire dalla stagione successiva, dal 1959 al 1966, Russell trascinò i suoi Celtics alla conquista di 8 titoli consecutivi, grazie anche all'arrivo di John Havlicek nel '62. Si tratta di un record che dura ancora oggi, infatti nessuna squadra NBA e dello sport americano in generale è mai stata capace anche solo di eguagliare l'impresa della Dinastia.
In questo periodo i Celtics ebbero sempre la meglio sui già citati Hawks, sui San Francisco Warriors del grande amico e rivale Wilt Chamberlain, e soprattutto sui Lakers di Baylor e West, con cui si scontrarono ben cinque volte.

Al termine della stagione 1966 Auerbach divenne General Manager della squadra e lasciò il ruolo di allenatore a Russell, che divenne così il primo allenatore afroamericano della storia della NBA. Nella sua prima annata da allenatore-giocatore i Celtics arrivarono in finale di conference, ma vennero battuti dai Philadelphia 76ers di Wilt Chamberlain, futuri campioni. Per la prima volta dopo otto anni Boston non vinse l'anello, e per la prima volta dopo dieci anni non giocò le NBA Finals. Nei due anni successivi Russell condusse i Celtics alla conquista di altri due titoli, e al termine delle finals del '69 (vinte contro i favoritissimi Lakers, che quell'anno presero Wilt Chamberlain da affiancare a Baylor e West) si ritirò, dimettendosi anche da allenatore. 

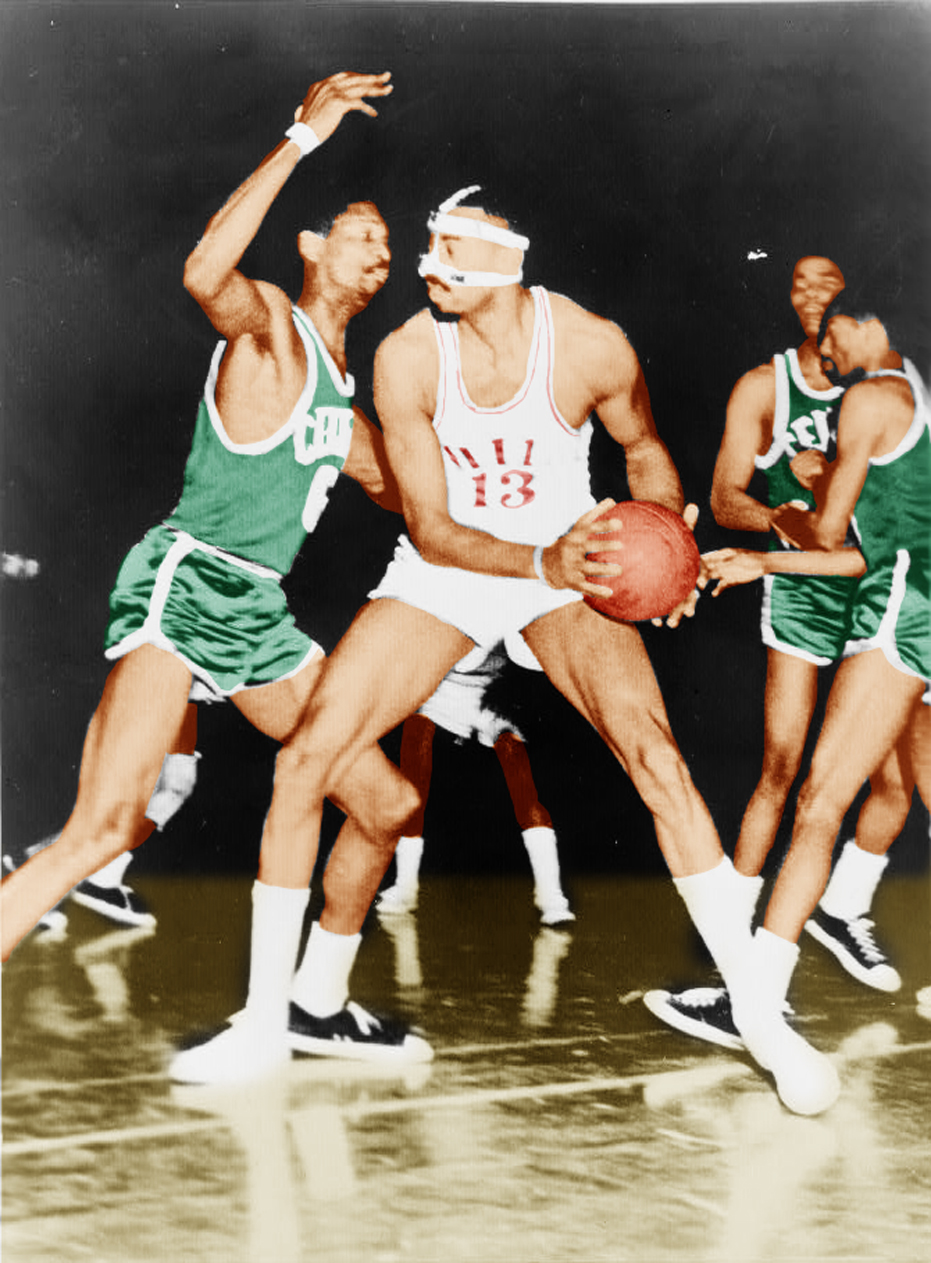
In difesa su Wilt Chamberlain nel 1969

Bill Russell giocò 13 stagioni in NBA, dal 1956 al 1969, e conquistò ben 11 anelli in 13 anni, di cui due da allenatore-giocatore. Nella sua prima stagione NBA divenne il primo giocatore della storia a tenere una media di oltre 20 rimbalzi a partita (exploit ripetuto 10 volte in 13 anni). Avendo vinto il titolo NCAA all'ultimo anno di college e il titolo NBA al primo, Russell è inoltre uno degli unici quattro giocatori ad aver ottenuto il back-to-back (due vittorie consecutive) in questi due campionati. Gli altri sono stati Henry Bibby (UCLA 1972, New York Knicks 1973), Magic Johnson (Michigan State University 1979, Los Angeles Lakers 1980) e Billy Thompson (University of Louisville 1986, Los Angeles Lakers 1987). 
Al termine della carriera si ritrovò secondo solo a Wilt Chamberlain in termini di rimbalzi: 22,5 di media per 21.620 totali. I 51 rimbalzi catturati in una singola partita sono la seconda prestazione di sempre (battuta dai 55 di Chamberlain), mentre ha il record per quelli catturati in metà partita (32). È il leader di ogni tempo nei playoff (24,9 e 4104), prese 40 rimbalzi per 3 volte ai play-off e mantenne ogni anno la media di almeno 20 a partita. Ha vinto 4 titoli di miglior rimbalzista e ricevuto 5 volte il NBA Most Valuable Player Award.
I Saint Louis Hawks nel 1958 ed i Philadelphia 76ers nel 1967 sono state le sole due squadre che hanno impedito a Russell la vittoria del titolo; entrambe erano allenate, all'epoca, da Alex Hannum.

### Allenatore
Nel 1966 l'allenatore dei Celtics Red Auerbach lo nominò suo successore; divenne così il primo afroamericano a guidare una squadra in uno dei campionati degli Stati Uniti. Fu allenatore-giocatore dal 1966 al 1969, vincendo altri 2 campionati; in seguito allenò anche i Seattle SuperSonics (dal 1973 al 1977) ed i Sacramento Kings (dal 1987 al 1988), ma non riuscì più a portare a casa altri titoli.

## Riconoscimenti

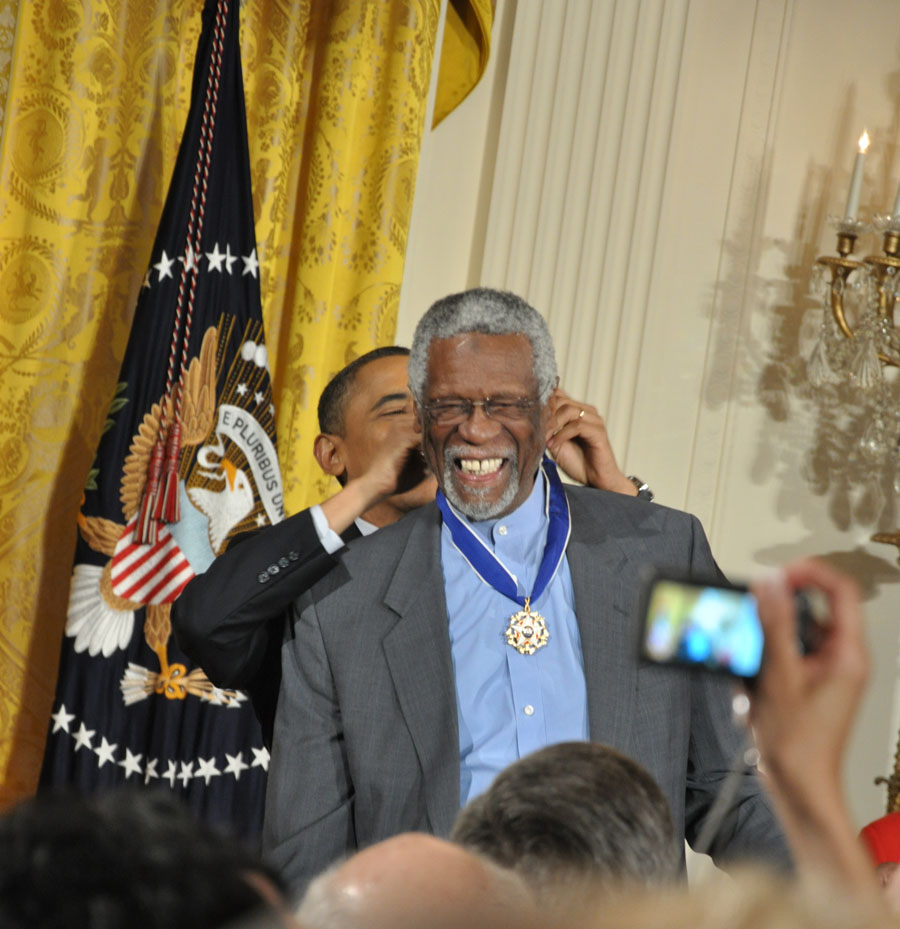
Russell riceve la Medaglia presidenziale della libertà dal presidente Obama nel 2011

Il 14 febbraio 2009 il commissario della NBA David Stern, in occasione del NBA All-Star Weekend 2009, ha annunciato che il trofeo destinato al miglior giocatore delle finali NBA (NBA Finals MVP Award) avrebbe assunto la denominazione di Bill Russell NBA Finals Most Valuable Player Award. La motivazione sta nel fatto che Russell, pur avendo vinto 11 titoli NBA, non ha mai ricevuto tale onorificenza. Infatti il premio fu istituito solamente nel 1969, anno dell'ultimo titolo di Russell, in cui però (caso unico finora) fu Jerry West, dei perdenti Los Angeles Lakers, a riceverlo.
Oltre alle onorificenze NBA, nel 1968 Russell venne eletto Sportivo dell'anno dalla rivista Sports Illustrated. Nel 1980 venne nominato miglior giocatore di sempre dalla Professional Basketball Writers Association of America.
Il 15 febbraio 2011 ha ricevuto la più alta onorificenza civile statunitense dal Presidente Barack Obama: la Medaglia presidenziale della libertà.

## Fuori dal campo

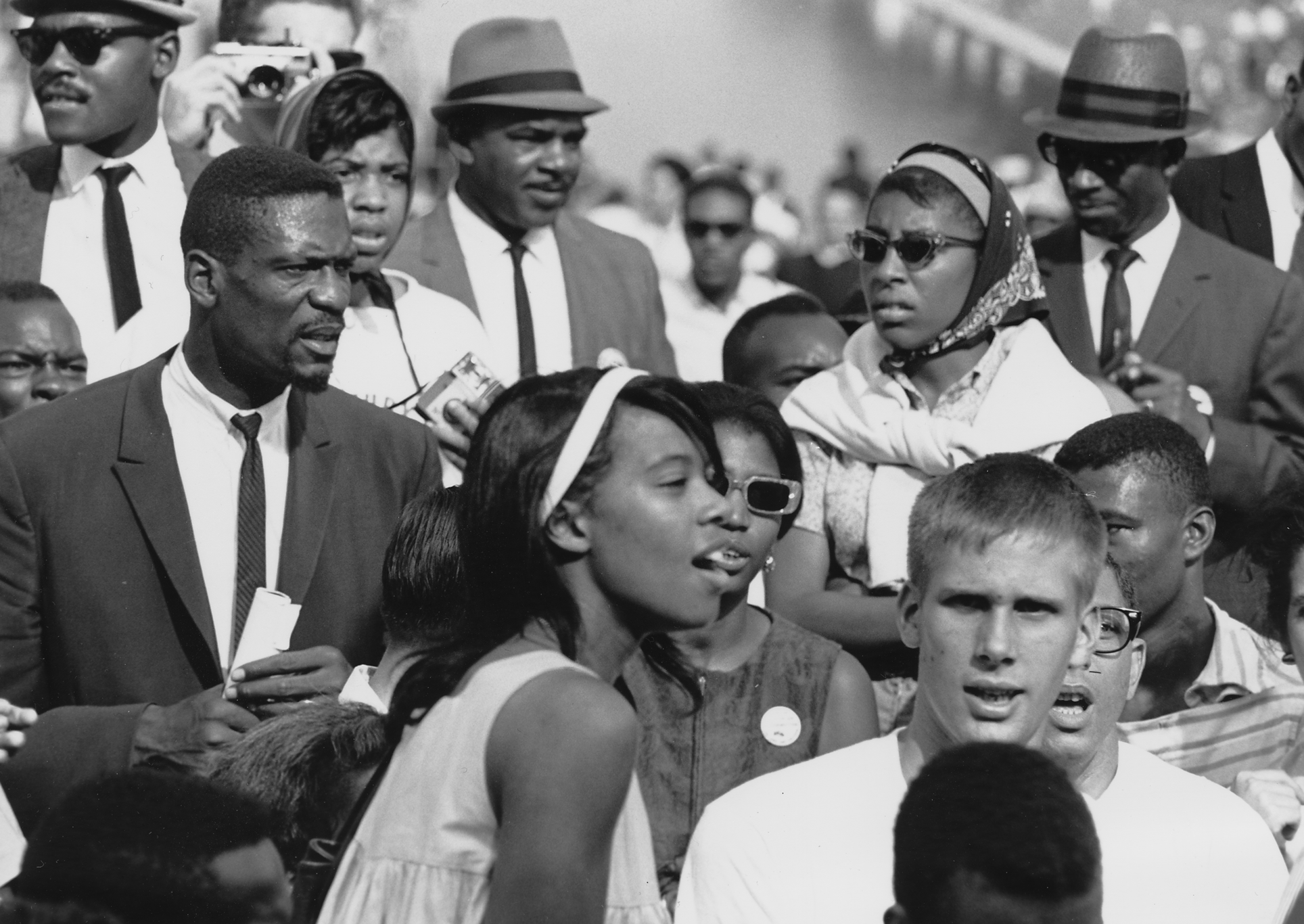
Bill Russell sulla sinistra a una marcia per i diritti civili tenutasi a Washington nel 1963

Russell si mobilitò per il Movimento Americano per i Diritti Civili. Una volta, rifiutò di giocare una partita quando lui ed un suo compagno di colore vennero rifiutati da un ristorante locale. Fu anche attivista del movimento Black Power (potere nero).
Fu un grande amico di Wilt Chamberlain, come descritto nel suo libro Russell's Rules.
Ha recitato interpretando il giudice Ferguson nella puntata numero 18 della seconda stagione di Miami Vice, dal titolo "The Fix" (in italiano "Una partita per papà") andata in onda in prima tv USA il 7 marzo 1986.
Russell è stato anche commentatore per la televisione dal momento del ritiro nonché autore di molti libri, scritti solitamente in collaborazione con uno scrittore professionista.
Nel 2011 Russell ha denunciato l'Electronic Arts e l'NCAA per aver usato il suo aspetto nel creare uno dei giocatori della "feature Tournament of Legends" del gioco NCAA Basketball, il cui sviluppo è stato interrotto da EA nel 2010.

## Statistiche
| † | Denota le stagioni in cui ha vinto il titolo |
| * | Primo nella lega                             |
| * | Record                                       |

### NCAA
| Anno       | Squadra           | PG | PT | MP | TC%  | 3P% | TL%  | RP   | AP | PRP | SP | PP   |
| ---------- | ----------------- | -- | -- | -- | ---- | --- | ---- | ---- | -- | --- | -- | ---- |
| 1953-1954  | S. Francisco Dons | 21 | -  | -  | 48,5 | -   | 55,2 | 19,2 | -  | -   | -  | 19,9 |
| 1954-1955† | S. Francisco Dons | 29 | -  | -  | 54,1 | -   | 59,0 | 20,5 | -  | -   | -  | 21,4 |
| 1955-1956† | S. Francisco Dons | 29 | -  | -  | 51,3 | -   | 49,5 | 21,0 | -  | -   | -  | 20,6 |
| Carriera   | Carriera          | 79 | -  | -  | 51,6 | -   | 55,0 | 20,3 | -  | -   | -  | 20,7 |

### NBA

#### Regular Season
| Anno       | Squadra        | PG  | PT | MP    | TC%  | 3P% | TL%  | RP    | AP  | PRP | SP | PP   |
| ---------- | -------------- | --- | -- | ----- | ---- | --- | ---- | ----- | --- | --- | -- | ---- |
| 1956-1957† | Boston Celtics | 48  | -  | 35,3  | 42,7 | -   | 49,2 | 19,6* | 1,8 | -   | -  | 14,7 |
| 1957-1958  | Boston Celtics | 69  | -  | 38,3  | 44,2 | -   | 51,9 | 22,7* | 2,9 | -   | -  | 16,6 |
| 1958-1959† | Boston Celtics | 70  | -  | 42,6* | 45,7 | -   | 51,9 | 23,0* | 3,2 | -   | -  | 16,7 |
| 1959-1960† | Boston Celtics | 74  | -  | 42,5  | 46,7 | -   | 61,2 | 24,0  | 3,7 | -   | -  | 18,2 |
| 1960-1961† | Boston Celtics | 78  | -  | 44,3  | 42,6 | -   | 55,0 | 23,9  | 3,4 | -   | -  | 16,9 |
| 1961-1962† | Boston Celtics | 76  | -  | 45,2  | 45,7 | -   | 59,5 | 23,6  | 4,5 | -   | -  | 18,9 |
| 1962-1963† | Boston Celtics | 78  | -  | 44,9  | 43,2 | -   | 55,5 | 23,6  | 4,5 | -   | -  | 16,8 |
| 1963-1964† | Boston Celtics | 78  | -  | 44,6  | 43,3 | -   | 55,0 | 24,7* | 4,7 | -   | -  | 15,0 |
| 1964-1965† | Boston Celtics | 78  | -  | 44,4  | 43,8 | -   | 57,3 | 24,1* | 5,3 | -   | -  | 14,1 |
| 1965-1966† | Boston Celtics | 78  | -  | 43,4  | 41,5 | -   | 55,1 | 22,8  | 4,8 | -   | -  | 12,9 |
| 1966-1967  | Boston Celtics | 81  | -  | 40,7  | 45,4 | -   | 61,0 | 21,0  | 5,8 | -   | -  | 13,3 |
| 1967-1968† | Boston Celtics | 78  | -  | 37,9  | 42,5 | -   | 53,7 | 18,6  | 4,6 | -   | -  | 12,5 |
| 1968-1969† | Boston Celtics | 77  | -  | 42,7  | 43,3 | -   | 52,6 | 19,3  | 4,9 | -   | -  | 9,9  |
| Carriera   | Carriera       | 963 | -  | 42,3  | 44,0 | -   | 56,1 | 22,5  | 4,3 | -   | -  | 15,1 |
| All-Star   | All-Star       | 12  | 7  | 28,6  | 45,9 | -   | 52,9 | 11,6  | 3,3 | -   | -  | 10,0 |

#### Play-off
| Anno     | Squadra        | PG  | PT | MP    | TC%  | 3P% | TL%  | RP    | AP  | PRP | SP | PP   |
| -------- | -------------- | --- | -- | ----- | ---- | --- | ---- | ----- | --- | --- | -- | ---- |
| 1957†    | Boston Celtics | 10  | -  | 40,9  | 36,5 | -   | 50,8 | 24,4* | 3,2 | -   | -  | 13,9 |
| 1958     | Boston Celtics | 9   | -  | 39,4  | 36,1 | -   | 60,6 | 24,6* | 2,7 | -   | -  | 15,1 |
| 1959†    | Boston Celtics | 11  | -  | 45,1* | 40,9 | -   | 61,2 | 27,7* | 3,6 | -   | -  | 15,5 |
| 1960†    | Boston Celtics | 13  | -  | 44,0  | 45,6 | -   | 70,7 | 25,8* | 2,9 | -   | -  | 18,5 |
| 1961†    | Boston Celtics | 10  | -  | 46,2* | 42,7 | -   | 52,3 | 29,9* | 4,8 | -   | -  | 19,1 |
| 1962†    | Boston Celtics | 14  | -  | 48,0* | 45,8 | -   | 72,6 | 26,4  | 5,0 | -   | -  | 22,4 |
| 1963†    | Boston Celtics | 13  | -  | 47,5  | 45,3 | -   | 66,1 | 25,1* | 5,1 | -   | -  | 20,3 |
| 1964†    | Boston Celtics | 10  | -  | 45,1  | 35,6 | -   | 55,2 | 27,2* | 4,4 | -   | -  | 13,1 |
| 1965†    | Boston Celtics | 12  | -  | 46,8  | 52,7 | -   | 52,6 | 25,2  | 6,3 | -   | -  | 16,5 |
| 1966†    | Boston Celtics | 17  | -  | 47,9  | 47,5 | -   | 61,8 | 25,2  | 5,0 | -   | -  | 19,1 |
| 1967     | Boston Celtics | 9   | -  | 43,3  | 36,0 | -   | 63,5 | 22,0  | 5,6 | -   | -  | 10,6 |
| 1968†    | Boston Celtics | 19  | -  | 45,7  | 40,9 | -   | 58,5 | 22,8  | 5,2 | -   | -  | 14,4 |
| 1969†    | Boston Celtics | 18  | -  | 46,1  | 42,3 | -   | 50,6 | 20,5  | 5,4 | -   | -  | 10,8 |
| Carriera | Carriera       | 165 | -  | 45,4  | 43,0 | -   | 60,3 | 24,9* | 4,7 | -   | -  | 16,2 |

#### Massimi in carriera
- Massimo di punti: 37 (2 volte)
- Massimo di rimbalzi: 51 vs Syracuse Nationals (5 febbraio 1960)
- Massimo di assist: 13 (3 volte)

### Statistiche da allenatore
| Stagione | Squadra          | Regular Season | Regular Season | Regular Season | Regular Season | Regular Season            | Post Season                                                |
| Stagione | Squadra          | V              | P              | % V            | G              | Posizione finale          | Post Season                                                |
| -------- | ---------------- | -------------- | -------------- | -------------- | -------------- | ------------------------- | ---------------------------------------------------------- |
| 1966-67  | Boston Celtics   | 60             | 21             | 67,1           | 81             | 2º nella Eastern Division | Sconfitto alla Finale di Division dai 76ers (1-4)          |
| 1967-68  | Boston Celtics   | 54             | 28             | 65,9           | 82             | 2º nella Eastern Division | Campione NBA                                               |
| 1968-69  | Boston Celtics   | 48             | 34             | 58,5           | 82             | 4º nella Eastern Division | Campione NBA                                               |
| 1973-74  | Seattle S.Sonics | 36             | 46             | 43,9           | 82             | 3º nella Pacific Division | Manca i play-off                                           |
| 1974-75  | Seattle S.Sonics | 43             | 39             | 52,4           | 82             | 2º nella Pacific Division | Sconfitto alle Semifinali di Conference dai Warriors (2-4) |
| 1975-76  | Seattle S.Sonics | 43             | 39             | 52,4           | 82             | 2º nella Pacific Division | Sconfitto alle Semifinali di Conference dai Suns (2-4)     |
| 1976-77  | Seattle S.Sonics | 40             | 42             | 48,8           | 82             | 4º nella Pacific Division | Manca i play-off                                           |
| 1987-88  | Sacramento Kings | 17             | 41             | 29,3           | 58             | Esonerato                 | -                                                          |
|          | Carriera         | 341            | 290            | 54,0           | 631            |                           |                                                            |

## Record
- 12 finali NBA[10]
- 11 titoli NBA[1]
- 8 titoli NBA consecutivi[2]

### Stagione regolare
- Win Shares stagionali (15,96) nel 1963–64[11]
- Defensive Win Shares in carriera (133,64)[12]
- 11 volte Defensive Win Share[13]

### Playoff
- Rimbalzi a partita (24,87)[14]
- Rimbalzi totali (4104)[15]

### Finali
- Partite disputate (70)[16]
- Rimbalzi totali (1718)[17]
- Minuti giocati (3185)[18]

## Palmarès

### Giocatore
- Campionato NBA: 11 (record)

Boston Celtics: 1957, 1959, 1960, 1961, 1962, 1963, 1964, 1965, 1966, 1968, 1969.
- Campionato NCAA: 2

San Francisco Dons: 1955, 1956
- Convocazioni all'NBA All-Star Game: 12

1958, 1959, 1960, 1961, 1962, 1963, 1964, 1965, 1966, 1967, 1968, 1969
- Squadre All-NBA: 11

First Team: 1959, 1963, 1965
Second Team: 1958, 1960, 1961, 1962, 1964, 1966, 1967, 1968 (record)
- NBA All-Defensive First Team: 1969

### Allenatore
- Campionato NBA: 2

Boston Celtics: 1968, 1969

### Nazionale
- Oro olimpico:

Melbourne 1956

### Individuale
- MVP della regular season: 5

1958, 1961, 1962, 1963, 1965
- MVP dell'All-Star Game: 1

1963
- MVP delle Final Four: 1

1955
- Miglior rimbalzista NBA: 4

1958, 1959, 1964, 1965
- Secondo miglior rimbalzista di sempre NBA
- Secondo migliore giocatore di sempre per rimbalzi a partita NBA in regular season (22,45 rimbalzi a partita)
- Miglior rimbalzista di sempre NBA nei Playoff
- Migliore rimbalzista di sempre per rimbalzi a partita NBA nei Playoff (24,9 rimbalzi a partita)
- UPI College Player of the Year: 1956
- Helms Foundation Player of the Year: 2

1954-55, 1955-56
- NCAA Men's Basketball All-Americans: 2

1955, 1956

#### Hall Of Fame
- Membro del Naismith Memorial Basketball Hall of Fame dal 1975
- Incluso tra i 10 migliori giocatori nel venticinquesimo anniversario della NBA
- Incluso tra gli 11 migliori giocatori nel trentacinquesimo anniversario della NBA
- Incluso tra i 50 migliori giocatori del cinquantenario della NBA
- Inserito nel NBA 75th Anniversary Team